# Marvin Jones (giocatore di football americano 1972)
Marvin Maurice Jones (Miami, 8 giugno 1972) è un ex giocatore di football americano e allenatore di football americano statunitense che ha militato nel ruolo di linebacker nella National Football League (NFL).

## Biografia
Dopo avere giocato a football al college a Florida State, Jones fu scelto come quarto assoluto nel Draft NFL 1993 dai New York Jets. Soprannominato "Shade Tree" dai compagni di squadra, vi giocò per tutta la carriera fino al 2003. Nel 2000 dopo un primato in carriera di 135 tackle fu inserito nel First-team All-Pro.

## Palmarès
- First-team All-Pro: 1

2000
- Butkus Award - 1992
- Lombardi Award - 1992

## Statistiche
| Partite             | 142   |
| Partite da titolare | 129   |
| Tackle              | 1.021 |
| sack                | 9     |
| intercetti          | 5     |
| Fumble forzati      | 9     |